# Pixel 4a
O Pixel 4a e o Pixel 4a (5G) são um par de smartphones Android projetados, desenvolvidos e comercializados pelo Google como parte da linha de produtos Google Pixel. Eles servem coletivamente como variantes intermediárias do Pixel 4 e Pixel 4 XL. O Pixel 4a foi anunciado em 3 de agosto de 2020 por meio de um comunicado à imprensa, enquanto o Pixel 4a (5G) foi anunciado em 30 de setembro de 2020 no evento "Launch Night In".

## Especificações

### Design e hardware

Esquema da parte traseira do Pixel 4a, mostrando o módulo da câmera e o sensor de impressão digital no canto superior esquerdo e no centro superior, respectivamente.

O Pixel 4a e 4a (5G) se assemelham ao Pixel 4, mas têm uma construção monobloco de policarbonato e Gorilla Glass 3 para a tela. Ambos os dispositivos estão disponíveis em 'Just Black'. 'Clearly White' é exclusivo do Pixel 4a (5G), apenas na Verizon com suporte para ondas milimétricas (mmWave) no lançamento. Uma edição limitada da cor 'Barely Blue' para o Pixel 4a foi posteriormente adicionada à Google Store. A parte traseira abriga um sensor de impressão digital capacitivo centralizado abaixo da lente da câmera. Ambos possuem alto-falantes estéreo, um localizado na borda inferior e o outro dobrado como fone de ouvido, e um fone de ouvido de 3,5 mm. Uma porta USB-C é usada para carregar e conectar outros acessórios.
O Pixel 4a é alimentado pelo sistema em chip Qualcomm Snapdragon 730G / GPU Adreno 618, enquanto o Pixel 4a (5G) é alimentado pelo sistema em chip Qualcomm Snapdragon 765G / GPU Adreno 620. Ambos contam com 6 GB de RAM, sendo 128 GB de armazenamento interno não expansível. Eles não possuem carregamento sem fio, resistência à água, Active Edge e Pixel Neural Core (PNC), todos padrão no Pixel 4. A capacidade da bateria é de 3140 mAh para o Pixel 4a e 3885 mAh para o Pixel 4a (5G); o carregamento rápido é suportado em até 18 W (USB Power Delivery, usando o adaptador na caixa).
O Pixel 4a e o Pixel 4a (5G) apresentam uma tela OLED de 1080p com suporte HDR medindo 5,8 polegadas e 6,2 polegadas, respectivamente. A tela tem molduras uniformes finas e um recorte circular no canto superior esquerdo para a câmera frontal, com uma proporção de 19,5: 9.
O Pixel 4a e o Pixel 4a (5G) têm um módulo quadrado elevado que abriga a câmera. O Pixel 4a possui uma única câmera traseira, com o mesmo sensor de 12,2 megapixels encontrado no Pixel 4; o Pixel 4a (5G) adiciona um sensor ultrawide secundário de 16 megapixels. A câmera frontal possui um sensor de 8 megapixels. Ambos os telefones podem gravar vídeo em resolução 4K; o Pixel 4a é limitado a 30 fps e o Pixel 4a (5G) suporta 60 fps. Eles têm Google Camera 7.4 com aprimoramentos de software, incluindo Live HDR+ com controles de exposição dupla, Night Sight aprimorado com modo Astrofotografia e Modo Retrato aprimorado com bokeh mais realista. O Google também oferece armazenamento ilimitado de fotos na nuvem em "alta qualidade"; o armazenamento de resolução original exige que os usuários paguem pelo Google One.

### Software
O Pixel 4a foi lançado com o Android 10 e a versão 7.4 do aplicativo Google Camera no lançamento, enquanto o Pixel 4a (5G) foi enviado com o Android 11 e a versão 8.0 do aplicativo Google Camera no lançamento. Espera-se que ambos recebam 3 anos de grandes atualizações do sistema operacional com suporte estendido até 2023 e tenham recursos como a tela de chamadas e um aplicativo de segurança pessoal.